# 베이프론트역

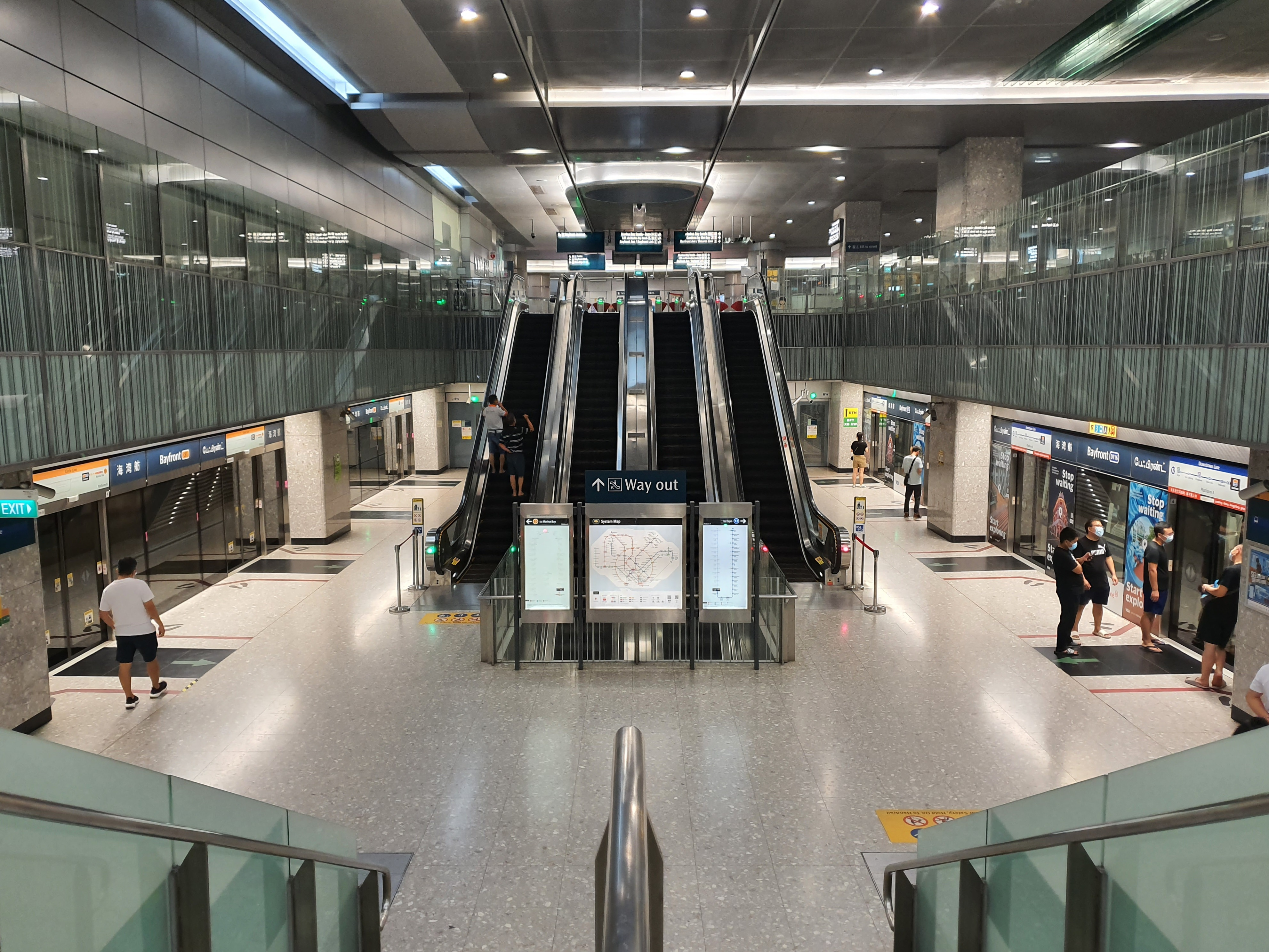

베이프론트역(Bayfront MRT station)은 다운타운선(DTL)과 서클선(CCL)의 지하 MRT(Mass Rapid Transit) 환승역이다. 싱가포르 다운타운 코어에 위치한 이 역은 베이프론트 애비뉴(Bayfront Avenue) 아래에 있으며 마리나 베이샌즈(Marina Bay Sands)와 가든스 바이 더 베이(Gardens by the Bay)의 주요 관광 명소로 연결된다.
이 역은 2005년 CCL의 다운타운 확장의 일부로 처음 발표되었으며, 나중에 DTL의 첫 번째 단계로 개정되었다. 2007년에는 역이 CCL 지점과 마리나 베이 역으로 교환될 것이라고 발표되었다. 역까지의 CCL 서비스는 2012년 1월에 처음 시작되었으며, DTL 서비스는 2013년 12월에 시작되었다. 이 역에는 리원의 "선박이 들어올 때"(When the Ships Comes In)라는 예술품(아트 인 트랜싯) 작품이 전시되어 있다.